# Eberhard Görner
Eberhard Görner (* 7. September 1944 in Niederwürschnitz) ist ein deutscher Buch- und Drehbuchautor, Dramaturg, Filmemacher, Publizist und Hochschulprofessor.

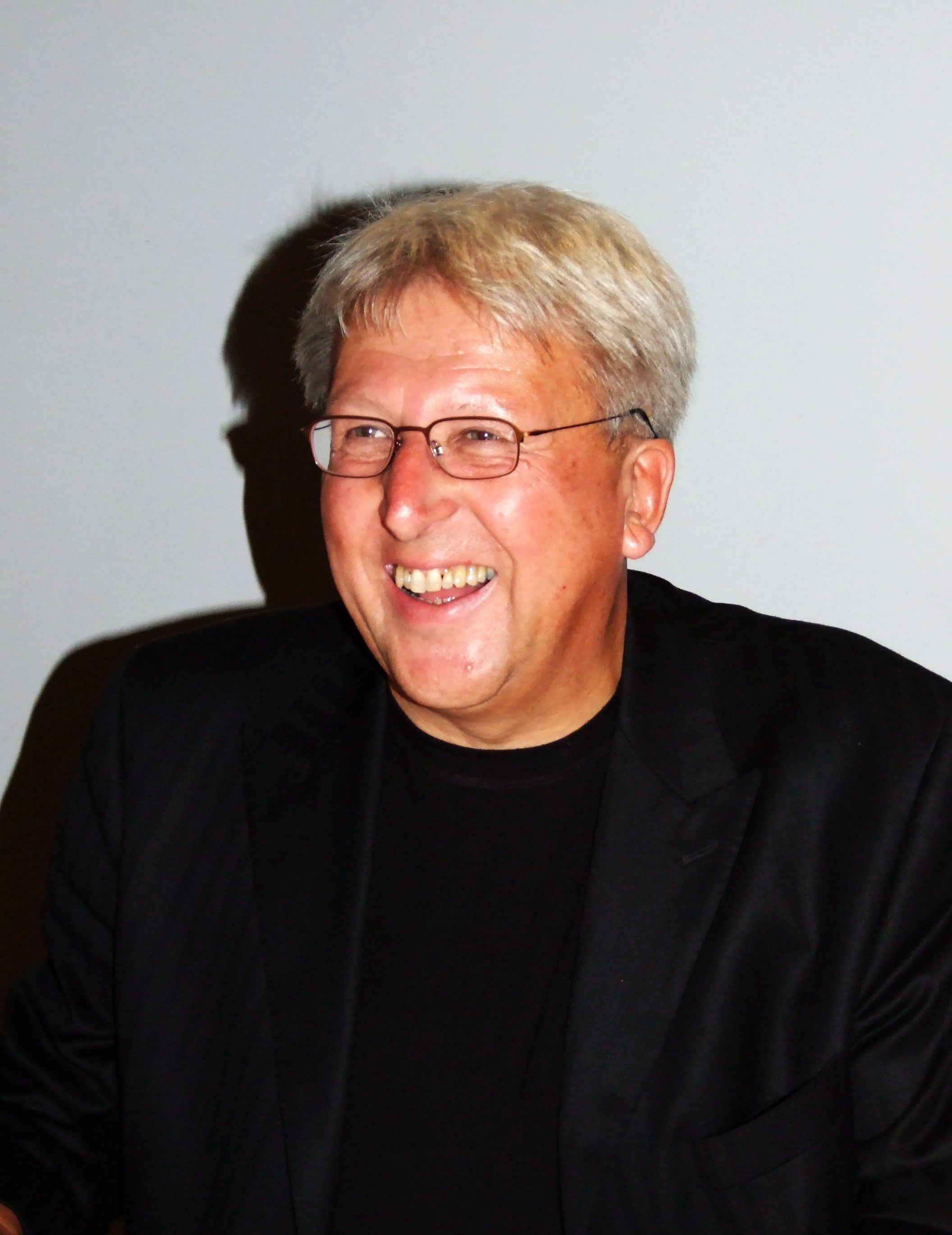
Eberhard Görner

## Leben
Eberhard Görner studierte von 1963 bis 1967 Germanistik und Geschichte an der Pädagogischen Hochschule in Leipzig sowie Regie und Dramaturgie an der Hochschule für Film und Fernsehen „Konrad Wolf“ in Potsdam-Babelsberg (Abschluss 1976). Nach einer kurzen Tätigkeit als Lehrer für Geschichte und Germanistik an den Polytechnischen Oberschulen in Kurtschlag und Menz war er ab 1970 als Autor und Filmemacher für das Fernsehen der DDR tätig. Er ist Mitbegründer, Regisseur und Autor der Fernsehserie Polizeiruf 110.
Von der Hochschule für Technik und Wirtschaft Dresden wurde Görner 1998 zum Honorarprofessor für Bewegtbildmedien berufen. 
Görner lebt in Bad Freienwalde (Oder), wo er sich 2011 in das Goldene Buch der Stadt eintrug.
Mit Lesungen und Filmvorführungen unterstützt er den Wiederaufbau und Erhalt des Lingnerschlosses in Dresden.

## Schriften
- Der Schauspieler Rolf Hoppe – Von Dresden in die Welt. Henschel Verlag, Berlin 1996 ISBN 3-89487-253-5.
- Ein Himmel aus Stein: George Bähr und die Frauenkirche zu Dresden. Chemnitzer Verlag, Chemnitz 2005 ISBN 978-3-93702-512-4.
- Am Abgrund der Utopie – Gespräche, Aufsätze, Selbstporträts. Faber&Faber, Leipzig 2007 ISBN 978-3-86730-037-7.
- Ortstermin – Bilder aus dem Stollberger Land. Mironde-Verlag, Niederfrohna 2008 ISBN 978-3-93765-428-7.
- Der Narr und sein König: Der Taschenspieler Joseph Fröhlich in Dresden. Chemnitzer Verlag, Chemnitz 2009 ISBN 978-3-937025-49-0.
- Ruhen in der Zeit – im Herzen Europas: Das Buch zum Film. Schnell & Steiner, Regensburg 2010 ISBN 978-3-79542-302-5.
- In Gottes eigenem Land: Heinrich Melchior Mühlenberg – der Vater des amerikanischen Luthertums. Mitteldeutscher Verlag, Halle 2011 ISBN 978-3-89812-766-0.
- Die Kavaliersreise August des Starken. Chemnitzer Verlag, Chemnitz 2012 ISBN 978-3-93702-583-4
- Das Leben der Rosina Schnorr 1618–1679. Chemnitzer Verlag, Chemnitz 2020, ISBN 978-3-944509-74-7.

Herausgeber
- Kloster-Aphorismen. Edition Kammweg Band 4, Mironde Verlag, Niederfrohna 2009 ISBN 978-3-937654-39-3.
- Hofmaler Heinrich Göding – Eine Biographie. Edition Kammweg Band 6, Mironde Verlag, Niederfrohna Oktober 2010 ISBN 978-3-937654-42-3.
- Weihnachtsgeschichten. Edition Kammweg Band 7, Mironde Verlag, Niederfrohna Oktober 2010 ISBN 978-3-937654-43-0.
- Weißes Gold im Erzgebirge? – Veit Hans Schnorr von Carolsfeld 1644 – 1715. Mironde Verlag, Niederfrohna 2010 ISBN 978-3-937654-57-7.
- Ruhen in der Zeit – Im Herzen Europas. Schnell & Steiner, Regensburg 2010 ISBN 978-3-7954-2302-5.

## Filmografie
Polizeiruf 110
Görner ist Dramaturg von ca. 40 Folgen der Filmreihe Polizeiruf 110 zwischen 1972 und 1990, sowie Szenarist folgender Filme:
- 1977: Polizeiruf 110: Vermißt wird Peter Schnok (TV-Reihe)
- 1977: Polizeiruf 110: Die Abrechnung (TV-Reihe)
- 1978: Polizeiruf 110: Bonnys Blues (TV-Reihe)
- 1978: Polizeiruf 110: Schuldig (TV-Reihe)
- 1980: Polizeiruf 110: Vergeltung? (TV-Reihe)
- 1982: Polizeiruf 110: Der Unfall (TV-Reihe)
- 1988: Polizeiruf 110: Amoklauf (TV-Reihe)
- 1991: Polizeiruf 110: Big Band Time (TV-Reihe)

Drehbücher
- 1981: Der Leutnant – York von Wartenburg
- 1984: Die Zeit der Einsamkeit (Fernsehfilm)
- 1985: Das zweite Leben des Dr. Gundlach (Fernsehfilm)
- 1987: Die erste Reihe (Fernsehfilm)
- 1989: Das Myrtenfräulein
- 1990: Selbstversuch
- 1990: Der kleine Herr Friedemann
- 1994: Nikolaikirche
- 2004: Der neunte Tag
- 2009: Ruhen in der Zeit – Zisterzienserinnen im Kloster Waldsassen

Dokumentarfilme
- Freya von Moltke – Von Kreisau nach Krzyzowa, 1999.
- Armin Mueller-Stahl – Das Leben ist kein Film, 2001.
- George Bähr – Das Wunder von Dresden, 2006.
- Gottfried Bermann Fischer – Wanderer durch ein Jahrhundert, 1995.
- Elisabeth Mann Borgese – Botschafterin der Meere, 1997.
- George Tabori – Der Schriftsteller als Fremder, 2001.
- Eugen Jochum – Eine Hommage, 2002.
- Karl Richter – Die Gedanken sind frei, 2005.
- Ruhen in der Zeit – Im Herzen Europas: Zisterzienserinnen im Kloster Waldsassen, 2009.
- Von kommenden Dingen – Walther Rathenau in Bad Freienwalde, 2011.

## Auszeichnungen
- 1984: Internationales Fernsehfestival Zlatá Praha (Goldenes Prag): Preis für das beste Szenarium für den Film Die Zeit der Einsamkeit[1]